# Сырт-Монтанай
Сырт-Монтана́й (укр. Сирт-Монтанай, крымскотат. Sırt Montanay, Сырт Монтанай) — исчезнувшее село в Раздольненском районе Республики Крым, располагавшееся на юге района, в степной части Крыма, присоединённое к селу Монтанай-Эльгеры.

## История
Селение Сырт-Монтанай, судя по доступным источникам, изначально было частью (кесек) села Монтанай-Эльгеры и даже не было записано, как отдельное, в Камеральном Описании Крыма… 1784 года. После присоединения Крыма к России (8) 19 апреля 1783 года, (8) 19 февраля 1784 года, именным указом Екатерины II сенату, на территории бывшего Крымского ханства была образована Таврическая область и деревня была приписана к Евпаторийскому уезду. После павловских реформ, с 1796 по 1802 год входила в Акмечетский уезд Новороссийской губернии. По новому административному делению, после создания 8 (20) октября 1802 года Таврической губернии, Сырт-Монтанай был включён в состав Урчукской волости
По Ведомости о волостях и селениях, в Евпаторийском уезде с показанием числа дворов и душ… от 19 апреля 1806 года в деревне Сырт-Монтанай числилось 10 дворов, 59 крымских татар и 2 ясыра. На военно-топографической карте генерал-майора Мухина 1817 года деревня, как Монтанай Берги кесек, обозначена уже пустующей, но в «Ведомости о казённых волостях Таврической губернии 1829 года» Сирт Монтанай записан в составе Урчукской волости. На карте 1836 года в деревне 11 дворов, а на карте 1842 года Сырт-Монтанай обозначен условным знаком «малая деревня», то есть, менее 5 дворов.
Вновь название встречается в «…Памятной книжке Таврической губернии на 1892 год», согласно которой в деревне Сырт-Монтанай Абузларской волости, , входившей в Биюк-Кабаньский участок, числилось 47 жителей в 8 домохозяйствах.
Земская реформа 1890-х годов в Евпаторийском уезде прошла после 1892 года, в результате Сырт-Монтанай приписали к Кокейской волости. По «…Памятной книжке Таврической губернии на 1900 год» на хуторе Монтанай-Сырт числилось 33 жителя в 8 дворах. По Статистическому справочнику Таврической губернии. Ч.II-я. Статистический очерк, выпуск пятый Евпаторийский уезд, 1915 год, в деревне Мантанай-Сырт Кокейской волости Евпаторийского уезда числилось 3 двора (все дворы безземельные) с татарским населением в количестве 17 человек приписных жителей и 3 — «посторонних», из которых 11 мужчин и 9 женщин. Жители землёй не владели, но за селением числилось 110 десятин земли. В хозяйствах имелось 15 лошадей, 4 вола, 6 коров и 3 головы мелкого скота. Согласно списку 1915 года «…русских подданных из австрийских, венгерских или германских выходцев» землевладельцев, опубликованном в газете «Таврические губернские ведомости» в апреле 1915 года, при деревне Боз-Оглу-Монтанай значатся крымские немцы Мартенсы, Петр, Вильгельм и Иоган Вильгельмовичи, имевшие 718 десятин, 675 квадратных саженей земли. В дальнейшем в доступных источниках не встречается: видимо, судя по взаиморасположению на картах 1842 года и 1941 года, было поглощено селом Монтанай-Эльгеры.